# سزیم برمید
برمید سزیم (به انگلیسی: Caesium bromide) با فرمول شیمیایی CsBr یک ترکیب شیمیایی با شناسه پاب‌کم ۲۴۵۹۲ است. که جرم مولی آن 212.81 g/mol می‌باشد. شکل ظاهری این ترکیب، جامد سفید است.